# Трент Хилс (Онтарио)
Трент Хилс (енгл. Trent Hills) је општина у Канади у покрајини Онтарио. Према резултатима пописа 2011. у општини је живело 12.604 становника.

## Становништво
Према резултатима пописа становништва из 2011. у граду је живело 12.604 становника, што је за 2,9% више у односу на попис из 2006. када је регистровано 12.247 житеља.
| 2006.  | 2011.  |
| ------ | ------ |
| 12.247 | 12.604 |